# Michel Roth (Koch)
Michel Roth (* 7. November 1959 in Sarreguemines) ist ein französischer Koch. Er erhielt bedeutende Auszeichnungen wie den Bocuse d’Or und Meilleur Ouvrier de France.

## Leben und Wirken
Roth begann seine Ausbildung in der Auberge de la Charrue d’Or in Sarreguemines, anschließend in der Auberge de L’Ill in Illhaeusern und im Le Crocodile in Straßburg sowie im Restaurant Ledoyen in Paris. 1981 wurde er als Koch im Hôtel Ritz Paris am Platz Vendôme eingestellt. 
1992 wurde er Küchenchef des Ritz-Restaurants L’Espadon. 
Im Juni 1999 wechselte er ins Restaurant Lasserre, das einen Michelin-Stern erhielt.
2001 wurde er erneut Küchenchef im Hôtel Ritz. 2009 erhielt das Restaurant L’Espadon einen zweiten Michelin-Stern. Er blieb dort bis zur Schließung wegen Renovierungsarbeiten im August 2012. 
2012 gründete er ein Lebensmittel-Beratungsunternehmen und wurde im September 2012 Küchenchef und kulinarischer Berater des Hotel President Wilson in Genf. Im November 2013 wurde das Restaurant Bayview mit einem Michelinstern ausgezeichnet.

## Fernsehsendungen
Roth kochte für die Dokumentationsreihe Royal Dinner, eine Produktion von Arte France. Dabei entstanden in zwei Staffeln insgesamt 20 Folgen, die auch in Deutschland ausgestrahlt werden.

## Auszeichnungen
- 1985: Prix Culinaire International Pierre Taittinger
- 1991: Bocuse d’Or
- 1991: Meilleur Ouvrier de France
- 1997: Medaillengewinner der Stadt Paris
- 2000: Officier du Mérite Agricole
- 2003: Chevalier dans l’Ordre national du Mérite
- 2006: Chevalier der Ehrenlegion.

## Veröffentlichungen
- mit Jean-Francois Mesplede: Ritz Paris. Haute Cuisine. Rizzoli 2018. ISBN 2080203835.
- Président Wilson. Favre 2017. ISBN 2828916316.